# Bartłomiej Krukar
Bartłomiej Krukar (ur. 15 sierpnia 1891 w Posadzie Górnej, zm. 18 listopada 1938 w Sanoku) – polski duchowny rzymskokatolicki, prepozyt, proboszcz parafii pw. Przemienienia Pańskiego w Sanoku. Radny miejski, działacz społeczny.

## Życiorys
Urodził się 15 sierpnia 1891 w Posadzie Górnej koło Rymanowa. Był synem Jana, tamtejszego gospodarza. Kształcił się w C. K. Gimnazjum w Sanoku, gdzie w 1910 ukończył VI klasę. W 1913 ukończył C. K. Gimnazjum z wykładowym językiem polskim w Przemyślu.
W 1918 otrzymał święcenia kapłańskie i został duchownym rzymskokatolickim. Był wikarym w Samborze, a w 1920 został administratorem tamtejszej parafii. Na początku 1921 jako wikary w Samborze został mianowany zastępcą katechety w tamtejszym II Państwowym Gimnazjum im. Mikołaja Kopernika i pracował tam w kolejnych latach, a od 1922 był także katechetą Prywatnego Seminarium Żeńskiego w Samborze i pracował w Samborze jako katecheta w latach 20. Przed 1926 przystąpił do Związku Misyjnego Kleru. W 1927 został przeniesiony ze stanowiska katechety w Gimnazjum w Łańcucie na stanowisko katechety Seminarium Nauczycielskiego Męskiego w Samborze. Z tej posady został zwolniony w październiku 1933. 
18 lipca 1933 został proboszczem parafii pw. Przemienienia Pańskiego działającej w kościele pod tym wezwaniem. 1 października 1933 dokonał tam odsłonięcia tablicy pamiątkowem z popiersiem Jana III Sobieskiego, ustanowionej w 250. rocznicę zwycięstwa w Bitwie pod Wiedniem z 12 września 1683 roku. Dokonał uzupełnienia wyposażenia świątyni, m.in. za jego sprawą położono posadzkę. Jako przedstawiciel duchowieństwa zasiadł w radzie miejskiej w Sanoku. Był inspektorem doktryny religijnej w sanockich szkołach średnich. Objął funkcję prepozyta. Od lutego 1934 pełnił funkcję wicedziekana Dekanatu Sanok. Otrzymał tytuł Expositorium Canonicale.
Sprawował mandat rady miejskiej w Sanoku jako przedstawiciel duchowieństwa. Zasiadł w Radzie Opiekuńczej Katolickiego Związku Młodzieży Rękodzielniczej i Przemysłowej w Sanoku i był jego członkiem wspierającym. W 1936 otrzymał dylom zasługi, przyznany przez Zarząd Okręgu Wojewódzkiego Ligi Obrony Powietrznej i Przeciwgazowej we Lwowie z okazji „XIII Tygodnia L.O.P.P.”. W drugiej połowie lat 30. zasiadał w radzie nadzorczej Komunalnej Kasy Oszczędności Królewskiego Wolnego Miasta Sanoka, funkcjonującej w budynku przy ul. Tadeusza Kościuszki 4.
Był chory na gruźlicę i cukrzycę. Zmarł 18 listopada 1938 w Sanoku w wieku 47 lat i w 20 roku kapłaństwa. Pogrzeb odbył się w Sanoku 21 listopada 1938. Został pochowany na cmentarzu w Rymanowie.